# Bernhard Henrik Crusell

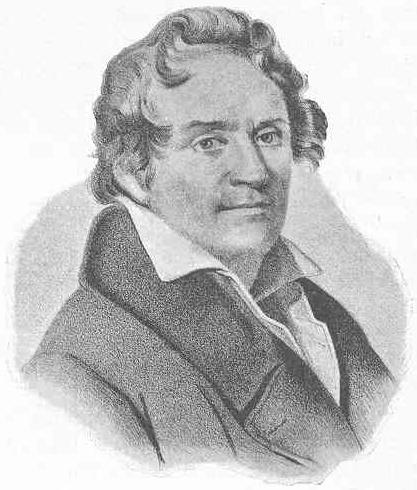
Bernhard Henrik Crusell

Bernhard Henrik Crusell (Uusikaupunki, Finland, destijds Nystad, Zweden, 15 oktober 1775 – Stockholm, Zweden, 28 juli 1838) was een Finse componist.

## Levensloop
Hij werd geboren in een familie van boekbinders, die geen grote interesse had voor zijn muzikale ambities. Van een klarinettist uit de regimentskapel van de provincie Nyland (Usimaa) kreeg hij op achtjarige leeftijd klarinetles op een tweekleppeninstrument. Voor zijn zichtbaar groot talent interesseerde zich een lokale landeigenaar, die hem op een concert van de militaire kapel meenam na Sveaborg. Hij kreeg er vele impressies, en voor hem werd het duidelijk dat hij beroepsmusicus zou worden. Hij solliciteerde bij het regimentsmuziekkorps van Sveaborg in Viapori, (nu: Suomenlinna) als klarinettist en kreeg deze baan. Na enige tijd werd hij dirigent van de regimentskapel en hij vertrok in 1791 daarmee naar Stockholm, waar hij tot aan zijn dood bleef wonen en werken, al verbleef hij tussendoor ook voor studie in Berlijn en Parijs.
In Stockholm kreeg hij les in muziektheorie van Daniel Britz en Georg Joseph Vogler. In 1795 gaf hij zijn eerste soloconcert als klarinettist. Maar met zijn speeltechniek was hij niet tevreden. Hij ging daarom in 1798 naar Berlijn en studeerde bij Franz Wilhelm Tausch. In de volgende tijd was hij een bekend klarinettist en componist. Hij werd uitgenodigd naar Sint-Petersburg en naar Parijs, waar hij verder studeerde bij Henri Montan Berton (1767-1844), François-Joseph Gossec en Jean-Xavier Lefèvre (1763-1829). Van 1801 tot 1833 was hij eerste klarinettist van de Zweedse 'Hovkapellet' (het Koninklijk Residentie Orkest). In 1801 was hij voor het laatst in Finland bij concerten in Turku en Helsinki. Elke zomer in de jaren 1818 tot 1837 trad hij op met zijn militaire kapel bij concerten, waar hij marsen en opera-ouvertures uitvoerde van Weber, Spohr en Rossini en werken van zichzelf.
Crusell was kundig in vele talen en was eveneens zeer geïnteresseerd in literatuur. Hij was lid van het 'Zweedse Gotische Gezelschap' en schreef muziek op meerdere gedichten.
Tegenwoordig is hij vooral bekend vanwege zijn oeuvre voor de klarinet. De klarinetkwartetten zijn goed te spelen door een goede amateur, terwijl zijn klarinetconcerten meer eisen aan de speler stellen.

## Composities

### Werken voor orkest
- 1807 Concert No. 3 in Bes-groot voor klarinet en orkest, op. 11
  1. Allegro risoluto
  2. Andante moderato
  3. Alla polacca
- 1808 Sinfonia concertante Bes-groot voor klarinet, hoorn, fagot en orkest, op. 3
  1. Allegro
  2. Andante sostenuto
  3. Allegro ma non tanto - Andantino di Cherubini - Variations I-III - Tempo I
- 1808 Groot Concert No. 2 in f-klein voor klarinet en orkest, op. 5
  1. Allegro
  2. Andante Pastorale
  3. Rondo Allegretto
- 1810 Concert No. 1 in Es-groot voor klarinet en orkest, op. 1
  1. Allegro
  2. Adagio
  3. Rondo Allegretto
- 1829 Concertino in Bes-groot voor fagot en orkest
  1. Allegro brillante
  2. Allegro moderato
  3. Polacca
- Divertimento C-groot voor hobo en orkest, op. 9
  1. Allegro
  2. Andante poco adagio
  3. Allegro
  4. Allegro vivace
- Concerto in F-groot voor hoorn en orkest
- Air suedois voor fagot en orkest (verloren gegaan)

### Werken voor harmonieorkest
- 1804 Introduction et Air suedois - Introduction, Theme and Variations on a Swedish Air voor klarinet en harmonieorkest, op. 12
  1. Introduction
  2. Theme
  3. Variation I
  4. Variation II
  5. Variation III
  6. Variation IV
  7. Variation V
- A la chasse (für Militärkapelle)
- Andante (für Militärkapelle)
- Marsch (für Militärkapelle)
- March No. 9 (Kenthorn)
- Walzer (für Militärkapelle)

### Muziektheater

#### Opera's
| Voltooid in | titel               | aktes   | première | libretto                                                                                  |
| ----------- | ------------------- | ------- | -------- | ----------------------------------------------------------------------------------------- |
| 1824        | Den lilla slavinnan | 3 aktes |          | René Charles Guilbert de Pixérécourt, vertaling: U. E. Mannerhjerta en Gustaf Lagerbjelke |

### Kamermuziek
- Kwartet No. 1 in Es-groot voor klarinet, viool, altviool en cello, op. 2
  1. Poco adagio - Allegro
  2. Romanze
  3. Menuetto
  4. Rondo
- Kwartet No. 2 in c-klein voor klarinet, viool, altviool en cello, op. 4
  1. Allegro molto agitato
  2. Menuetto
  3. Pastorale
  4. Rondo
- 3 Duetten voor twee klarinetten, op. 6
- Kwartet No. 3 D-groot voor klarinet, viool, altviool en cello, op. 7
  1. Allegro non tanto
  2. Un poco largo
  3. Menuetto
  4. Finale
- Kwartet C-groot voor hobo, viool, altviool en cello, op. 7a
  1. Allegro
  2. Andante poco adagio
  3. Allegro
  4. Allegro vivace
- Kwartet D-groot voor fluit, viool, altviool en cello, op. 8 - dedié à Monsiuer Gustave de Loewenhielm
  1. Allegro ma tanto
  2. Un poco Largo
  3. Menuetto
  4. Finale. Allegro
- Rondo voor twee klarinetten en piano
  1. Andante con moto
  2. Allegro vivace